# 偶氮二氰基戊酸
偶氮二氰基戊酸（缩写ACPA）是一种含氮有机化合物，分子式C12H16N4O4，在聚合物合成中用作自由基引发剂。